# Sms-parkeren

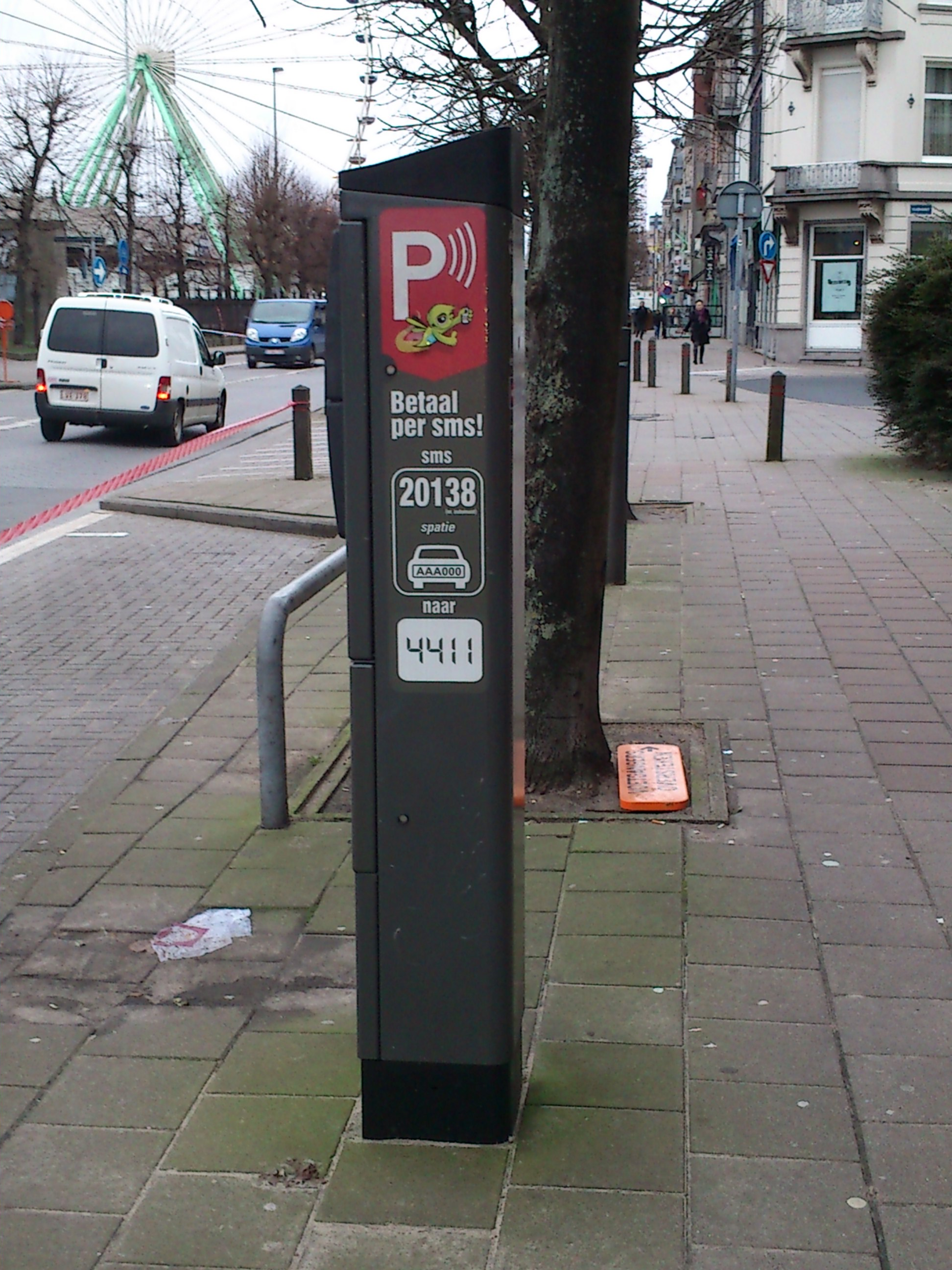
Reclame voor sms-parkeren op een parkeermeter in Antwerpen.

Sms-parkeren is een betaalwijze voor betaald parkeren.

## Betaalwijze
De betaling geschiedt door het verzenden van een sms waarbij een parkeeractie wordt gestart en gestopt. Bij een provider wordt dan achteraf het parkeergeld verrekend. De gebruiker van de dienst moet zich hiervoor eerst registreren. In juli 2008 werden de eersten sms-parkeersystemen ingevoerd in enkele steden in België en Nederland. Inmiddels is het in zo goed als steden en gemeenten in België mogelijk om het parkeergeld met de mobiele telefoon te betalen via een sms bericht. Dit is een toevoeging op het reeds bestaande gsm-parkeren.

## Werking
De bestuurder parkeert zijn auto en stuurt een sms met het zonenummer van de parkeerplaats (dat op de parkeerautomaat teruggevonden kan worden) naar het nummer van de provider (het parkeerbedrijf). Het systeem bevestigt per sms dat het parkeren is begonnen. Parkeercontroleurs kunnen via het kenteken (Amsterdam en België) of transponderkaart (overige steden in Nederland) nagaan dat er voor het parkeren is betaald. Een apart parkeerticket in de auto leggen is dan ook niet nodig. De bestuurder stuurt als hij wegrijdt opnieuw een sms. Hierin geeft de bestuurder aan dat hij zijn parkeeractie wil beëindigen, meestal moet men in deze sms de code Q vermelden. Het systeem bevestigt het einde van de parkeeractie per sms met informatie over de zone, welk kenteken, tijd, datum en de parkeerkosten. De gebruiker betaalt per minuut en achteraf wordt het bedrag van het krediet gehaald (bij een prepaid kaart) of later via de gsm-factuur verrekend.

## Combinatie
In de meeste gevallen is het ook mogelijk sms-parkeren te gebruiken in combinatie met gsm-parkeren en (mobiel) internet. Door middel van een persoonlijke pagina kan de klant zelf gegevens aanpassen, gebruikers toevoegen de haar parkeerhistorie bekijken.